# Vicariat apostolique de Chaco Paraguayo
Le vicariat apostolique de Chaco Paraguayo (en latin : Vicariatus Apostolicus Ciachensis in Paraquaria Natione ; en espagnol : Vicariato apostólico del Chaco Paraguayo) est un vicariat apostolique de l'Église catholique au Paraguay directement soumis au Saint-Siège.

## Territoire

vicariat apostolique de Chaco Paraguayo en rouge

Il comprend le département d'Alto Paraguay et la partie nord du département Presidente Hayes, le reste de ce département est dans le diocèse de Benjamín Aceval et le vicariat apostolique de Pilcomayo.
Son territoire est d'une superficie de 96 000 km divisé en 7 paroisses. Le siège épiscopal est dans la ville de Fuerte Olimpo où se trouve la cathédrale Marie-Auxiliatrice.

## Historique
Le vicariat apostolique est érigé le 11 mars 1948 par la constitution apostolique Quo in Paraguayana du pape Pie XII en prenant une partie du territoire du diocèse de Concepción en Paraguay et du vicariat apostolique del Chaco (aujourd'hui vicariat apostolique de Camiri en Bolivie). La mission est confiée aux salésiens.

## Évêques
- Ángel Muzzolón, S.D.B (11 mars 1948 - 6 mars 1969)
- Alejo del Carmen Obelar Colman, S.D.B (6 mars 1969 - 13 septembre 1986)
- Zacarías Ortiz Rolón, S.D.B (12 mars 1988 - 12 juillet 2003), nommé évêque de Concepción en Paraguay
- Edmundo Ponziano Valenzuela Mellid, S.D.B (13 février 2006 - 8 novembre 2011), nommé archevêque coadjuteur d'Asunción
- Gabriel Narciso Escobar Ayala, S.D.B (8 juin 2013 -  )